# بز (فیلم ۱۹۱۸)
«بز» (انگلیسی: The Goat (1918 film)) یک فیلم به کارگردانی دانالد کریسپ است که در سال ۱۹۱۸ منتشر شد.